# Différences d'orthographe entre l'anglais américain et l'anglais britannique

Orthographes britanniques et américaines dans le monde :
Majoritairement britannique ; l'anglais est une langue officielle ou majoritaire
Majoritairement américain ; l'anglais est une langue officielle ou majoritaire
Majoritairement canadien ; l'anglais est une langue officielle ou majoritaire, avec le français
Majoritairement australien ; l'anglais est une langue officielle ou majoritaire
Anglais non officiel ou minoritaire ; orthographe britannique
Anglais non officiel ou minoritaire ; orthographe américaine
Anglais non officiel ou minoritaire ; usage inconsistant des standards britannique et américain

Malgré les différents dialectes anglais parlés d'un pays à l'autre et dans les différentes régions d'un même pays, il n'existe que de légères variations régionales dans l'orthographe anglaise, les deux variations les plus notables étant l'orthographe britannique et américaine.
De nombreuses différences entre l'anglais américain et l'anglais britannique remontent à une époque où les normes orthographiques n'étaient pas encore développées. Par exemple, certaines orthographes considérées comme américaines aujourd'hui étaient autrefois couramment utilisées en Grande-Bretagne, et certaines orthographes considérées comme britanniques étaient autrefois couramment utilisées aux États-Unis.
Une norme britannique a commencé à émerger après la publication, en 1755, de l'ouvrage de Samuel Johnson intitulé A Dictionary of the English Language, et une norme américaine a vu le jour à la suite des travaux de Noah Webster et, en particulier, de son An American Dictionary of the English Language, publié pour la première fois en 1828. 
Les efforts de Webster pour réformer l'orthographe ont été efficaces dans son pays natal, ce qui a donné lieu à certains modèles bien connus de différences orthographiques entre les variétés américaines et britanniques de l'anglais. Cependant, une réforme de l'orthographe de l'anglais a rarement été adoptée à d'autres occasions. Par conséquent, l'orthographe de l'anglais moderne ne varie que très peu d'un pays à l'autre et est loin d'être phonémique dans tous les pays.

## Détails

Orthographe de certains mots en anglais américain, canadien, britannique et australien.

Il existe de nombreux mots qui se prononcent de la même manière en anglais américain et britannique, mais qui ont des orthographes différentes. De façon générale, l'anglais britannique conserve souvent des orthographes plus traditionnelles que l'anglais américain. Par exemple :
- La plupart des mots qui se terminent par « -our » en anglais britannique (« colour », « labour ») se terminent par « -or » en anglais américain (« color », « labor »).
- La plupart des mots qui se terminent par « -re » en anglais britannique (« metre », « centre ») se terminent par « -er » en anglais américain (« meter », « centre »).
- La plupart des mots du grec et du latin qui s'écrivent avec « ae » ou « oe » en anglais britannique (« anaemia », « diarrhoea ») s'écrivent avec un « e » en anglais américain (« anemia », « diarrhea »). Toutefois, l'orthographe britannique « archaeology » est toujours courante en anglais américain, tandis que les orthographes américaines « encyclopedia » (du latin « encyclopaedia ») et « medieval » (du latin « mediaevalis ») sont courantes en anglais britannique.
- Les verbes qui peuvent se terminer par -ise ou -yse en anglais britannique (analyse, realise) se terminent toujours par -ize et -yze en anglais américain (analyze, realize).
- Les noms qui se terminent par -isation en anglais britannique (organisation, realisation) se terminent par -isation en anglais américain (organization, realization).
- La plupart des mots d'origine français qui se terminent par -ogue en anglais britannique (analogue, dialogue) se terminent par -og en anglais américain (analog, dialog). Cependant, certains mots de l'orthographe britannique, par exemple « dialogue », « demagogue », sont encore courants en anglais américain.
- Les mots subissant une flexion et qui sont écrits avec un double « l » en anglais britannique (« cancelled », « travelled ») sont écrits avec un seul « l » en anglais américain (« canceled », « travelled »). Ce changement d'orthographe n'est pas toujours suivi en anglais américain (« cancellation »).
- Certains mots fléchis écrits avec un « e » muet au milieu en anglais britannique (« ageing », « judgement ») sont écrits sans le « e » muet en anglais américain (« ageing », « judgement »). Ce changement d'orthographe n'est pas toujours suivi en anglais américain (« changeable »).
- Certains verbes au passé se terminent par -t en anglais britannique (learnt, spelt) et se terminent par -ed en anglais américain (learned, spelled). La dernière lettre est généralement prononcée dans les deux cas.

Étant donné que certains éléments chimiques ont des orthographes différentes en anglais américain et britannique, l'IUPAC doit utiliser une seule orthographe d'un mot dans ses articles. Par exemple :
- Aluminium en anglais britannique devient aluminum en anglais américain. L'IUPAC utilise l'orthographe britannique « aluminium ».
- Caesium en anglais britannique devient cesium en anglais américain. L'IUPAC utilise l'orthographe britannique « caesium ».
- Sulfure, sulfate et sulfide en anglais britannique deviennent sulfur, sulfate et sulfide en anglais américain. L'IUPAC utilise l'orthographe américaine « sulfur ».